# العلاقات الإيطالية البيلاروسية
العلاقات الإيطالية البيلاروسية هي العلاقات الثنائية التي تجمع بين إيطاليا وروسيا البيضاء.

## مقارنة بين البلدين
هذه مقارنة عامة ومرجعية للدولتين:
| وجه المقارنة                                              | إيطاليا                                                  | روسيا البيضاء                    |
| --------------------------------------------------------- | -------------------------------------------------------- | -------------------------------- |
| المساحة (كم2)                                             | 301.34 ألف                                               | 207.60 ألف                       |
| عدد السكان (نسمة)                                         | 60.60 مليون                                              | 9.50 مليون                       |
| الكثافة السكانية (ن./كم²)                                 | 201.1                                                    | 45.76                            |
| العاصمة                                                   | روما، فلورنسا، تورينو                                    | مينسك                            |
| اللغة الرسمية                                             | اللغة الإيطالية                                          | اللغة البيلاروسية، اللغة الروسية |
| العملة                                                    | يورو، ليرة إيطالية                                       | روبل بلاروسي                     |
| الناتج المحلي الإجمالي (بليون دولار)                      | 1.93 تريليون                                             | 54.44 مليار                      |
| الناتج المحلي الإجمالي (تعادل القوة الشرائية) بليون دولار | 2.26 تريليون                                             | 168.35 مليار                     |
| الناتج المحلي الإجمالي الاسمي للفرد دولار أمريكي          | 29.96 ألف                                                | 5.74 ألف                         |
| الناتج المحلي الإجمالي للفرد دولار أمريكي                 | 35.46 ألف                                                | 18.18 ألف                        |
| مؤشر التنمية البشرية                                      | 0.873                                                    | 0.798                            |
| رمز المكالمات الدولي                                      | +39                                                      | +375                             |
| رمز الإنترنت                                              | .it                                                      | .by، .бел                        |
| المنطقة الزمنية                                           | توقيت وسط أوروبا، ت ع م+01:00، ت ع م+02:00، أوروبا/روما ‏ | ت ع م+03:00                      |

## مدن متوأمة
في ما يلي قائمة باتفاقيات التوأمة بين مدن إيطالية وبيلاروسية:
- ترتبط فيرارا مع بارانافيتشي باتفاقية توأمة منذ 1960.
- ترتبط كافا دي تيريني مع Nyasvizh [الإنجليزية]‏ باتفاقية توأمة منذ 1992.
- ترتبط سكالينج مع جلوبين باتفاقية توأمة.

## منظمات دولية مشتركة
يشترك البلدان في عضوية مجموعة من المنظمات الدولية، منها:
| علم المنظمة | اسم المنظمة                               | تاريخ انضمام إيطاليا | تاريخ انضمام روسيا البيضاء |
| ----------- | ----------------------------------------- | -------------------- | -------------------------- |
|             | الاتحاد البريدي العالمي                   | ?                    | ?                          |
|             | اتفاقية السماوات المفتوحة                 | ?                    | ?                          |
|             | منظمة حظر الأسلحة الكيميائية              | ?                    | ?                          |
|             | الأمم المتحدة                             | 14 ديسمبر 1955       | 24 أكتوبر 1945             |
|             | وكالة ضمان الاستثمار متعدد الأطراف        | 29 أبريل 1988        | 3 ديسمبر 1992              |
|             | منظمة الشرطة الجنائية الدولية             | ?                    | ?                          |
|             | مؤسسة التمويل الدولية                     | 27 ديسمبر 1956       | 2 نوفمبر 1992              |
|             | الاتحاد الدولي للاتصالات                  | 1866                 | 7 مايو 1947                |
|             | البنك الدولي للإنشاء والتعمير             | 27 مارس 1947         | 10 يوليو 1992              |
|             | مجموعة الموردين النوويين                  | ?                    | ?                          |
|             | منظمة الأمن والتعاون في أوروبا            | 25 يونيو 1973        | 30 يناير 1992              |
|             | المركز الدولي لتسوية المنازعات الاستشارية | 28 أبريل 1971        | 9 أغسطس 1992               |
|             | يونسكو                                    | ?                    | 12 مايو 1954               |

## وصلات خارجية
- موقع وزارة الخارجية الإيطالية
- موقع وزارة الخارجية البيلاروسية